# Psilanteris polita
Psilanteris polita är en stekelart som först beskrevs av William Harris Ashmead 1894.  Psilanteris polita ingår i släktet Psilanteris och familjen Scelionidae. Inga underarter finns listade i Catalogue of Life.